# Johann Nepomuk Hiedler
Johann von Nepomuk Hiedler, også kaldt Johann von Nepomuk Hüttler (19. marts 1807 – 17. september 1888) var Adolf Hitlers morfars far og muligvis også hans farfar, skønt det var Johann Nepomuks bror, Johann Georg Hiedler, der sent i livet påtog sig farskabet til Hitlers far, Alois Hitler. (Johann Georg var gift med Alois Hitlers mor.)
Fornavnet Johann Nepomuk er efter den tjekkiske helgen Jan Nepomuk. Det har været foreslået, at han kunne være af tjekkisk afstamning; men denne helgen var også populær i Østrig, og distriktet Waldviertel ligger tæt ved den tjekkiske grænse.
Far til Nepomuk var Martin Hiedler, der skal have fået ham med en af sine egne døtre.
Nepomuk blev en ret velhavende bonde, gift med den 15-år ældre Eva Maria Decker (1792-1888). I retslig forstand var han i første omgang ikke beslægtet med Aloys Schicklgruber (senere Alois Hitler), der kun var stedsøn af hans bror, den omvandrende møller Johann Georg Hiedler. Først i 1876 anerkendte Johann Georg, som nu stavede sit efternavn Hitler, Alois som sin søn. Retsligt blev Alois Hitler dermed Nepomuks brorsøn.
Men det lå langt ind i fremtiden, da Nepomuk tog Alois ind i sin familie og lod ham vokse op på gården. Der blev derfor gisnet om, at det var Nepomuk, der var Alois' biologiske far, men at han tav om det af hensyn til sit ægteskab. I hvert fald efterlod Nepomuk en betydelig arv.
Nepomuks datterdatter Klara kom også i sin morfars hjem, og kendte dermed Alois, der i sit første ægteskab tog hende ind som sin plejedatter. De giftede sig i 1885, efter at Alois blev enkemand for anden gang. I 1889 fik de sønnen Adolf Hitler.